# Activitate integrată
Activitatea integrată este activitatea specifică reformei curriculare propusă de noul Curriculum pentru învățământul preșcolar. Aceasta se desfășoară atât ca activități în cadrul unui proiect tematic, cât și în cadrul proiectării pe teme săptămânale. 
Maniera integrată presupune abordarea realității printr-un demers globalizat, în cadrul căreia tema se lasă investigată cu mijloacele diferitelor științe, dispărând granițele dinte variatele categorii de activități. 

## Clasificare
Activitățile integrate sunt de patru feluri în funcție de elementele de conținut. Astfel, avem:
- activitate integrată care cuprinde toate activitățile din cadrul unei zile
- activitate integrată care integrează ALA (activități liber alese) și ADE (activități pe domenii experiențiale)
- activitate integrată care cuprinde ADE dintr-o zi
- activitate integrată în care sunt înglobate mai multe domenii experiențiale, indiferent de programul zilei

## Rolul educatoarei
Activitățile integrate lasă mai multă libertate de exprimare și acțiune atât pentru copil cât și pentru educatoare. 

## Avantajele copilului
Copilului i se oferă o gamă largă de oportunități pentru a-și exersa o învățare activă. Prin aceste activități se aduce un plus de lejeritate și mai multă coerență procesului didactic, punându-se accent pe joc ca metodă de bază a acestui proces.